# Jesús Mena
Jesús Mena Campos (* 28. Mai 1968 in Gómez Palacio, Durango) ist ein ehemaliger mexikanischer Wasserspringer. Er nahm an zwei Olympischen Spielen teil und gewann dabei eine Medaille.

## Karriere
Jesús Mena Campos gab sein olympisches Debüt bei den Olympischen Sommerspielen 1988 in Seoul. Bei den Wettbewerben im Wasserspringen trat er sowohl vom Drei-Meter-Brett als auch vom Zehn-Meter-Turm an. Im Wettbewerb vom Brett erreichte Mena Campos die Finalrunde und belegte am Ende mit 598,77 Punkten den siebten Platz, direkt hinter seinem Landsmann Jorge Mondragón Vásquez. Auf den Bronzeplatz hatte Jesús Mena Campos einen Rückstand von 66,51 Punkten. Im Wettbewerb vom Turm gewann Mena Campos die Bronzemedaille. Er lag mit 594,39 Punkten hinter dem Chinesen Xiong Ni, der mit 637,47 Punkten Silber gewann, und dem Olympiasieger Greg Louganis, der 638,61 Punkte erreichte.
Vier Jahre später trat Jesús Mena Campos bei den Olympischen Sommerspielen 1992 in Barcelona an. Während der Eröffnungsfeier war er der Fahnenträger der mexikanischen Olympiamannschaft. Er trat nur im Wettbewerb vom Turm an, verpasste jedoch mit Platz 15 in der Qualifikationsrunde den Endkampf. Zuvor hatte er noch bei den Panamerikanischen Spielen, die im Vorjahr in Havanna stattgefunden hatten, die Silbermedaille vom Turm gewinnen können.